# Carnal (Album)
Carnal (englisch körperlich) ist das siebte Studioalbum der US-amerikanischen Rock-Band Nothing More. Es erschien am 28. Juni 2024 bei Better Noise Music.

## Entstehung
Nach der Veröffentlichung des Vorgängeralbums Spirits zog der Sänger Johnny Hawkins von Texas nach Louisiana. Anschließend begann die Band mit der Arbeit an ihrem siebten Album, welches laut Johnny Hawkins der zweite Teil einer Trilogie sein könnte, die mit Spirits begann. Während das Vorgängeralbum ein dichtes, progressives und selbst beobachtender Blick auf die Psyche der Natur war, wollten Nothing More mit Carnal mehr auf die hässliche Wahrheit und die ursprüngliche Seite blicken. Durch seinen Umzug fühlte Johnny Hawkins, dass er nicht weiterkommt.
Erstmals arbeitete die Band mit einem Musikproduzenten zusammen, nachdem Nothing More bislang ihre Alben selbst produziert haben. Die Wahl fiel auf Drew Fulk, der laut Johnny Hawkins auf dem ersten Platz ihrer Liste der möglichen Kandidaten war. Nach einem Gespräch über Zoom wusste Hawkins, dass Fulk die richtige Person war. Das Album wurde in Fulks Studio in Burbank aufgenommen. Gemischt und gemastert wurde Carnal von Zakk Cervini.
Als Gastsänger sind Eric Vanlerberghe von der Band I Prevail, David Draiman von der Band Disturbed und der Raper Sinizter zu hören. Eigentlich sollte David Draiman das Lied Stuck einsingen, aber dann entschied sich die Band für Sinizter. Musikvideos wurden für die Lieder Angel Song und Stuck veröffentlicht. Das Albumcover zeigt einen menschähnlichen Torso, der von Pfeilen geknackt und durchbohrt wird. An den Stellen, an denen der Torso getroffen wird, tritt Gold aus. Laut Johnny Hawkins sind es diese Wunden und schlechten Erfahrungen, die das Gold darstellen, die er in die Songs einführt hat.
Im Frühjahr 2025 veröffentlicht die Band eine Deluxe Edition des Albums. Neben dem neuen Lied We’re All Gonna Die enthält diese eine alternative Version des Liedes Freefall mit Chris Daughtry, eine Liveaufnahme des Liedes Angel Song sowie Remixe der Lieder House on Sand und Angel Song. Die digitale Version erscheint am 28. März 2025, während die physikalischen Versionen am 16. Mai 2025 erscheinen sollen.

## Titelliste
| Reguläre Version 1. Carnal – 1:16 2. House on Sand (feat. Eric Vanlerberghe) – 4:23 3. If It Doesn’t Hurt – 2:59 4. Angel Song (feat. David Draiman) – 3:06 5. Freefall – 3:46 6. Head – 1:09 7. Existential Dread – 4:04 8. Heart – 3:45 9. Down the River – 3:09 10. Give It Time – 3:39 11. Sight – 1:10 12. Stuck (feat. Sinizter) – 3:29 13. Run for Your Life – 4:52 14. Sound – 1:48 | Bonustitel der Deluxe Edition 1. We’re All Gonna Die – : 2. Freefall (feat. Chris Daughtry) – : 3. Angel Song (feat. David Draiman; Live @ Aftershock) – : 4. House on Sand (feat. Eric Vanlerberghe; Mg Remix) – : 5. Angel Song (feat. David Draiman; Jd Remix) – : |

Alle Titel sind in Versalien geschrieben. Die Titel Carnal, Head, Heart, Sight und Sound werden zusätzlich von jeweils einem senkrechten Strich vor und nach dem Titel eingerahmt.

## Rezeption

### Rezensionen
Tobias Dahs vom deutschen Onlinemagazin Powermetal.de lobte das Album für „die gefällige Mischung aus Alternative Rock, einer guten Portion tanzbarer Sythesizer und moderne Core-Anleihen, die dem durchaus poppigen Stilmix die nötige Härte verpassen“. Für „alle Fans moderner und durchaus poppiger Töne“ könne „kein Weg an den Texanern vorbeigehen“. Allerdings kritisierte er, dass das Album zu viele Zwischenspiele enthält, weswegen er neun von zehn Punkte vergab. Jeanette Grönecke vom deutschen Onlinemagazin Metal.de schrieb, dass die Band es schafft, „wieder so frisch und ungehemmt wie in ihren Anfangstagen zu klingen“. Carnal wäre ein „gelungener Rückblick zu den Wurzeln bei gleichzeitigem Fokus auf die Zukunft“. Grönecke vergab acht von zehn Punkten. Annika Eichstädt vom deutschen Magazin Metal Hammer hingegen kritisierte, dass jeder Songs mehr „ein Aufkochen bekannten Materials“ sei. Es wäre ein „gut gemachtes Album“ mit „Überlänge“ und „fragwürdigen Zwischenspielen“, wofür sie vier von sieben Punkten vergab.

### Chartplatzierungen
| ChartsChartplatzierungen       | Höchstplatzierung | Wochen |
| ------------------------------ | ----------------- | ------ |
| Vereinigte Staaten (Billboard) | 153 (… Wo.)       | …      |

Die Single If It Doesn’t Hurt erreichte Platz eins der Billboard Mainstream Rock Songs.